# La Fabuleuse Histoire de Mister Swing
Albums de Michel Jonasz
Michel Jonasz en concert au Palais des sports
(1986) Les Fabuleux Moments de Mister Swing
(1988)
La Fabuleuse Histoire de Mister Swing est un spectacle ainsi qu'un double album public de Michel Jonasz, sorti en 1988. 
L'idée de monter un spectacle uniquement à partir de chansons inédites a constitué un véritable défi, réussi puisque l'album est disque de platine. Michel Jonasz raconte l'histoire de « Mister Swing », laveur de voitures devenu chanteur. Le show, créé à La Cigale puis prolongé au Casino de Paris a été un succès. Michel Jonasz remporte en 1988 la Victoire de la musique du spectacle musical de l'année.

## Disque 1
1. In the Morning	4:54
2. Mister Swing 3:44
3. La Chanson des musiciens 4:23
4. La Chanson du producteur 5:43
5. La Chanson du compositeur 9:32
6. Je t'aime 4:51
7. Poussy 6:34
8. Fifty Fifty 7:45

## Disque 2
1. Ne garde rien 9:50
2. Le Temps passé 11:19
3. Une prière 6:17
4. Si si si le ciel 4:22
5. À chaque saison qui passe 4:38
6. La Fabuleuse histoire de Mister Swing 7:39
7. Ôm les hommes 4:34